# خیابان بیست متری افسریه
خیابان بیست متری افسریه، یکی از خیابان‌های مهم در منطقه ۱۵ شهرداری تهران است که از محله‌های افسریه شمالی و قصر فیروزه ۲ عبور می‌کند. این خیابان به دلیل قرارگیری در نزدیکی خیابان‌های قصر فیروزه، ۳۵ متری ولیعصر و بقایی، از اهمیت ویژه‌ای برخوردار است.

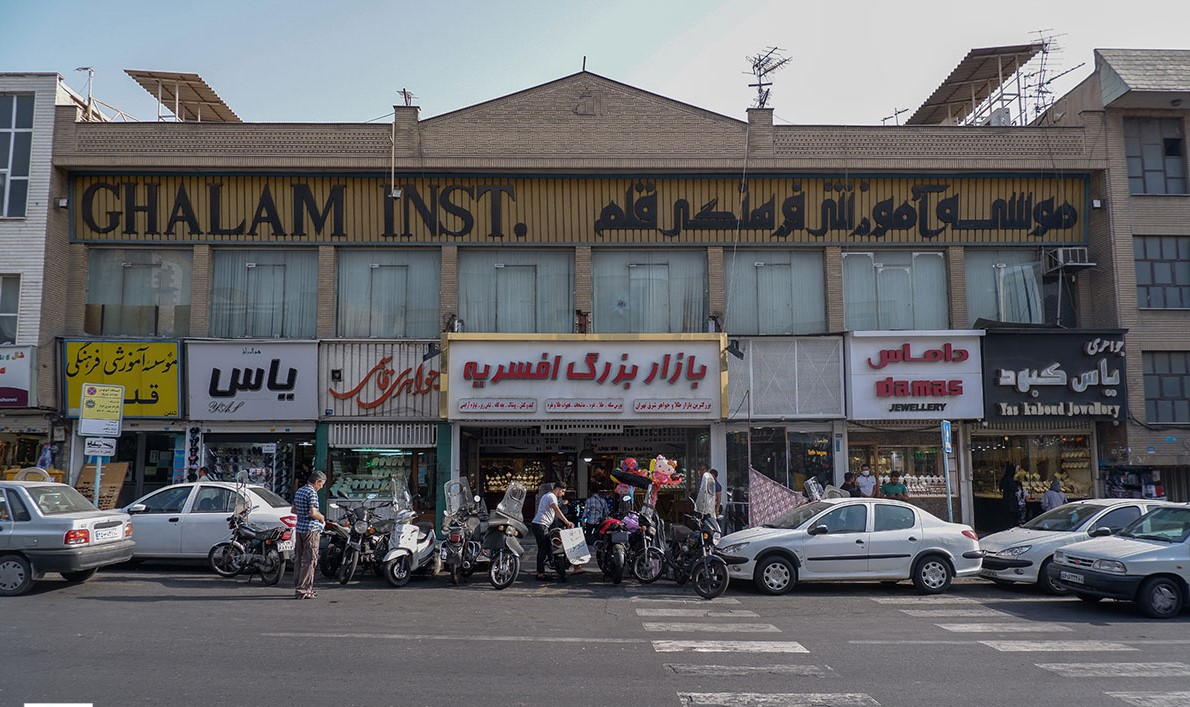
بازار بزرگ افسریه در این خیابان قرار دارد

محله افسریه به دو بخش افسریه شمالی و جنوبی تقسیم شده و نام‌گذاری آن به دلیل اسم مالک اولیه این اراضی، شخصی به نام «افسرالملوک» بوده است. خیابان بیست متری افسریه به عنوان یکی از مراکز مهم خرید در تهران شناخته می‌شود و فروشگاه‌ها و مراکز تولید صنایع چوبی و بوتیک‌های فروش البسه مردانه و زنانه در آن به وفور یافت می‌شود.
با توجه به تراکم بالای جمعیت و ترافیک سنگین در ساعات پرتردد، این خیابان هم مزایا و هم معایبی دارد. از یک طرف، تراکم جمعیت باعث سرزندگی و جنب و جوش محله شده و از طرف دیگر، ترافیک سنگین می‌تواند برای ساکنین مشکل‌ساز باشد.